# Вакар, Александр Платонович
Александр Платонович Вакар (19 марта 1856 — 6 [19] апреля 1900) — русский юрист, статский советник, почётный мировой судья, член Кашинского окружного суда.

## Биография
Родился в 1855 году в семье тайного советника Платона Алексеевича Вакара и Марии Петровны Марковой.
14 мая 1877 года после окончания Императорского училища правоведения и получив чин X класса, служил по ведомству Министерства юстиции.
С 1885 года служил младшим столоначальником, а затем столоначальником Департамента Министерства юстиции.
В 1887 году становится коллежским асессором, с 1890 года надворным советником.
С 1891 года назначен постоянным членом Кашинского окружного суда и почётным мировым судьёй. В 1894 году произведён в коллежские советники, в 1897 году в статские советники.
Умер в Санкт-Петербурге в 1900 году, похоронен на Митрофаниевском кладбище.